# Daedalma inconspicua
Daedalma inconspicua är en fjärilsart som beskrevs av Butler 1866. Daedalma inconspicua ingår i släktet Daedalma och familjen praktfjärilar. Inga underarter finns listade i Catalogue of Life.